# Liber Gomorrhianus
Liber Gomorrhianus em latim, ou em português Livro de Gomorra, é uma obra escrita por Pedro Damião (também chamado de Petrus Damiani, Pietro Damiani ou Pier Damiani) em 1049/1050 d.C. na Itália. Escrito em forma de tratado, o livro denunciava abertamente os vícios do clero da igreja italiana, recomendando punições severas a certos membros do clero por vita [...] spurcissima [...] (ou seja, pelo seu "modo de vida imundo"). O autor dedicou sua obra ao Papa Leão IX (Bruno de Eguisheim-Dagsbourg), natural de Eguisheim, Alsácia, França.

## Ataque às práticas sexuais
Pedro Damião condenou práticas homossexuais, masturbação grupal e masturbação solitária, copulação entre as coxas, e copulação anal que, segundo ele, eram  todas contra a "ordem moral" e resultantes da loucura associada ao desejo carnal excessivo, à lascívia. Pedro Damião reservou uma indignação especialmente forte aos sacerdotes que praticavam a efebofilia (adultos que sentem uma atração sexual primária por adolescentes pubescentes ou pós-pubescentes.) Ele identifica a os superiores que, dada a sua piedade excessiva e mal-direcionada, relaxaram seu dever de defender os padrões disciplinários da igreja. Pedro Damião também se opõe à ordenação dos indivíduos que se dão à homossexualidade e quer que aqueles já ordenados sejam destituídos. Aos que fazem mau uso do sacramento da Ordem cometendo atos sexuais com crianças deve-se dedicar um desprezo especialmente singular.

## Controvérsia resultante
A obra causou grande revolta e resultou em sentimentos de profunda inimizade contra o seu autor. Até o Papa Leão IX, que inicialmente elogiou o novo livro, acabou sendo persuadido de que era exagerado. Assim, o papa acabou suavizando as sugestões de Pedro Damião para o castigo dos religiosos culpados, excluindo do clero somente aqueles membros que ofenderam o sacramento repetidamente e por um período prolongado. A frieza papal sobre o assunto resultou em uma vigorosa carta aberta de protesto por parte de Pedro Damião.

## História de relacionamentos entre pessoas do mesmo sexo
Muito embora vários textos religiosos penitenciais da época terem apresentado argumentos condenatórios contra atos sexuais entre pessoas do mesmo sexo, como os escritos de Burcardo de Worms e do abade Regino de Prüm (Prüm hoje é uma pequena cidade situada no noroeste da Renânia-Palatinado, Alemanha), este é o único escrito teológico que trata exclusivamente deste tema.

## Concubinato e o clero
Pedro Damião também era decididamente contrário à simonia, mas a sua mais feroz fúria era direcionada contra os membros do clero que contraíam o matrimônio, como demonstrou em várias ocasiões.